# Вілла «Хризоліт»
Вілла «Хризоліт» — вілла початку XX століття в стилі раннього модерну, пам'ятка архітектури в кримському містечку Сімеїз.

## Історія
Історія вілли «Хризоліт» тісно пов'язана із життям її власників (родини Лансере), розбудовою курортної зони в Сімеїзі (з середини ХХ століття) та історією містечка в минулому столітті. Мешканці селища і приїжджі вважають її місцевою пам'яткою історії та архітектури.

### Передісторія
В Російській імперії було заведено, що вельможі, особливо царі, жалували своїм підлеглим чималі наділи землі, зазвичай, з народом, що там жив. Найбільше такій вислузі раділи військові, адже після кожної вдалої військової кампанії імперія обростала землями, які й розподілялися між загарбниками. Так на кримські землі й прийшли землевласниками: російські графи, царські німці-вислужники та поселенці, кавказькі князі, купецькі роди та попи.
Саме так сталося і в Сімеїзі, після російсько-турецької війни (1768—1774 роки) більшість турків-османів з Кримського півострова подались в Османську імперію. Російська імператриця Катерина ІІ віддячувалася своїм підданим-військовим, наділивши сімеїзькими землями: князя Наришкіна, графа Потоцького, графа Мілютіна, князя Кочубея, графа Ревеліоті, графа Мордвинова. Невдовзі на ці землі навідався російський промисловик і мільйонер Сергій Іванович Мальцев, йому сподобалось це місце й він вирішив збудувати тут курортну зону, витративши на це чимало зусиль. І вже в 1894 році, його діти управляли в Сімеїзі землею в 567 десятин, отримавши її у спадщину.
Брати Мальцеви (столичні придворні), не мали серйозних намірів на такий спадок і вирішили продати маєток, але на таку величезну ділянку не знайшлось покупців, тому брати додумались продавати його по частинам. Та перш ніж виставити ділянки на продаж, Мальцеви провели ландшафтні та геологічні дослідження, провівши водогін, каналізацію, мостили вулиці. І вже тоді, коли вони запропонували паї на дачі в селищі (поруч якого часто відпочивала царська родина), покупців знайшлось багато (до 1913 року з 167 ділянок залишилися непроданими тільки 78).
Розпродавши більшість землі, Мальцеви ще подарували містечку парк (успадкований від батька), адже брати отримали багато прибутків від земельної оборудки. Нові власники паїв були заможними, тому хизувалися, що можуть жити ближче до царської родини, а для більшої престижності ще й запросили для своїх вілл відомого архітектора Миколу Петровича Краснова, який спроектував Лівадійський палац. Отож, зовсім скоро, в селищі Сімеїз постав комплекс відпочинкових будинків, що відповідали естетиці російської палацової архітектури ХХ століття.

### Закладка вілли
На рекламу перспективного курорту братів Мальцевих відгукнулися аж із Рязані. Сім'ї Короб'їних та Лансере, відпочиваючи в Криму у своїх знайомих зацікавилися цими ділянками, одним з перших, царський урядник і землевласник Леонід Захарович Лансере купив собі невеличку ділянку, на якій і збудував будинок для відпочинку своєї сім'ї. На літо вони всією родиною виїжджали з рязанського помістя до Криму на свою нову віллу «Хризоліт». Побачивши переваги південного узбережжя півострова урядник Лансере, за підтримки Миколи Богданова (колишнього свого співробітника, а тепер виконавчого директора Товариства курорту Симеїз), загітував інших своїх родичів. Молодшій доньці Катерині він допоміг придбати (долучившись фінансово) ділянку, на якій вона з чоловіком Костянтином Павловичем Короб'їним збудували віллу «Селям». Саму ж віллу «Хризоліт» він залишив старшій дочці Софії.
Для закладки вілли Леонідом Лансере було придбано 400 квадратних сажнів і запрошено Якова Петровича Семенова, щоб той спроектував та зайнявся побудовою садиби. Будівництво завершилось в 1912 році, про що вказує сестра Катерина:
|  | Дякую за листівочки - так і захотілося поїхати в Сімеїз |

Через кілька років, у підніжжі гори Кішка, постала оригінальна споруда в східних мотивах. В захопленні від своєї вілли, Лансере полишають Рязанщину (продавши помістя) і перебираються до Криму, розмістившись в частині будинку, який містив 10 кімнат. Додатковим доходом Софії став пансіон, організований на базі цієї вілли, куди селилися на відпочинок відпочиваючі із купецьких та міщанських родин.

### Розквіт вілли і зміна власників

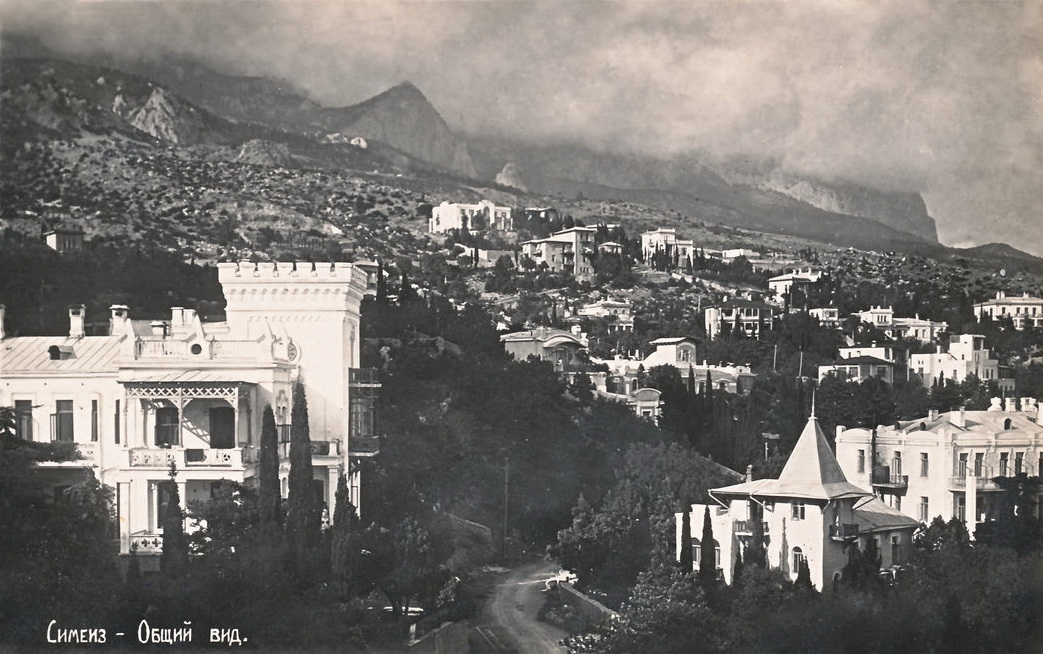
Вид Сімеїзу в 1920-і роки

Розквіт вілли припав на часи Першої світової війни. Коли велика кількість ранених та травмованих російських офіцерів були спрямовані до Криму, щоби поправити їхнє здоров'я. Контраст між лихом війни та відпочинком в поєднанні з цілющими властивостями Кримських гір та моря популяризував Новий Сімеїз, як серед знаті так і простих росіян. Власники маєтків радо віддавали свої будівлі під пансіони для військових (хто з патріотичних мотивів, а хто і з фінансових), хоч частина з них так і не виживала. Через військові дії, які охопили всю Європу, російські вельможі не мали змоги їздити на відпочинок до Італії, Франції, Балкан, тому Крим став для них чи не єдиною місциною для мандрів.
|  | Майже всі дачі Нового Сімеїзу з теплими сонячними кімнатами і балконами з прекрасним видом на море, гори і скелі. Стіл, найрізноманітніший за якістю, від кухарського до домашнього, можна мати за 9 - 10 рублів страву на місяць. На деяких дачах є хороші, що користуються заслуженою популярністю, пансіони. Пансіон - сніданок з 2-х страв, обід з 3-х страв 45 рублів в місяць; повний пансіон - 55-60 рублів у місяць. Між Алупкою і Новим Сімеїзом (через Старий Сімеїз) курсує по 2 - 3 рази на день постійний мальпост по 25 копійок за місце. Крім того, невеликі пароплави підтримують сполучення між Сімеїзом, Алупкою і Ялтою по 2 - 3 рази на день. Завжди можна дістати автомобіль, екіпажі, верхових коней і човни. Облаштовані морські та прісні ванни. Є бібліотека, аптека, постійний лікар. У Новому Сімеїзі з успіхом застосовується крім кліматичного лікування повітрям, озонованим рясними зарослями диких кипарисів і багаторічних ялівців, - лікування морськими ваннами і купанням, сонячними ваннами, масажем, виноградом і (взимку) стерилізованим виноградним соком. Перевага Нового Сімеїзу - відсутність всієї тієї метушні, штовханини і шуму, які роблять нестерпними чимало курортних місць. Він скромно відсунувся вбік від метушливої смуги, щоб дати своїм приїжджим тишу, спокій, відпочинок без розгулу ресторанного життя, без грубості міської черні, без марнославства і манірності так званих модних курортів |

Лансере самі приїжджали на відпочинок та приймали своїх друзів: родина Бенуа і відома художниця Зінаїда Серебрякова, ще одна дочка Леоніда Лансере. Місцеві власники користалися виниклою ситуацією в країні, вілли Сімеїзу були заповнені, земля подорожчала в декілька разів, налагоджувалася інфраструктура та розвивалися міста, але всі плани перекреслили революційні часи та громадянська війна в Росії. Першого травня 1918 року Софії довелось продати віллу Серякову (була ця покупка офіційна чи фіктивна — достеменно ніхто не знає, як і про подальшу долю Софії).

### Радянські часи
Після приходу в 1921 році більшовиків всі дачі і пансіонати були націоналізовані. Незаконно присвоївши майно багатіїв, комісари не могли ним усім управляти, тому ті будинки чи квартири де ще жили їхні власники (якщо не втекли за кордон) вони запропонували викупити (оскільки молода радянська влада потребувала фінансів, то таким чином поповнювала казну). Ймовірно, що сім'я Лансере так і вчинила, бо маєтки на материку були розпродані, а вони всі й далі жили в Криму. Комісарам було й того мало, і вони під різними приводами вигадували нові побори, так в часи НЕПу в кримських власників вілл і садиб майно вилучили і запропонували його вже винаймати (мотивуючи тим, що в Країні Рад приватного немає нічого, а все суспільне). Довелося власникам кримського майна пристати й на такі умови, облаштовуючи свої вілли під уже радянські пансіонати й санаторії. Посилення більшовицької влади (кінець 20-х років XX століття) закінчилося остаточним відбором власності, тоді ж втрачаються сліди сім'ї Лансере в Криму, а більшовики передали «Хризоліт» до складу комплексу пансіонату «Селям». В часи Другої світової війни вілла не постраждала.
Після війни радянська влада поновила в містечку Сімеїз курорт і передала вілли пансіонату «Селям» під санаторій «Юність», де оздоровлювали і лікували дітей від туберкульозу. Щоби полегшити перебування хворих і персоналу, всі приміщення всередині були переплановані так, як це вимагалось для лікувального закладу і постійно проводили ремонтно-реставраційні роботи в його корпусах (колишніх сімеїзьких віллах). Популярність курорту принесло ефективне лікування діток, як наслідок санаторій нарекли «імені В. І. Леніна» і вважався другим «Артеком».

### Сучасність
Будинок знаходиться на захід від центру містечка Сімеїз, за адресою: вул. Радянська 39 (загальна для усього санаторію). Рішенням КО від 20 лютого 1990 року вілла «Хризоліт» занесена у список архітектурних пам'яток місцевого значення
На жаль, пам'ятка історії та архітектури належно не оцінена управителями лічниці: не проводилися ні капітальні ремонти, ні поточні, як наслідок споруда занепадає, як й інші вілли курорту Новий Сімеїз, ймовірно, це робиться навмисне, аби перепродати уже «приміщення без господаря» приїжджим багатіям чи владним персонам.
Після захоплення Росією українських земель в 2014 році, російський уряд залишив в дії українські природоохоронні закони в анексованому Криму.

## Власники садиби
За всю свою історію вілла «Хризоліт» перебувала в приватній та державній власності:
- Лансере Софія Леонідівна (1880—1964) — російська міщанка, яка жила і управляла пансіоном, збудованим на паю землі, який викупив її батько Леонід Лансере (відомий імператорський урядник та землевласник)[21]
- Серяков — сімеїзький міщанин, якому Софія Лансере продала свою віллу в неспокійні часи розвалу Російської імперії (хоча продаж міг бути й фіктивним);
- Сімеїзька селищна рада — в часи Радянського союзу вілла була націоналізована і стала державною власністю, а пізніше облаштували пансіонат для хворих на різні болячки. Пансіонат носив ту ж назву «Селям» і саме до нього було долучено віллу «Хризоліт» разом із територією, проіснував до початку 2-ї світової війни;
- Санаторій «Юність» — управляв віллою після Другої світової і колишня вілла стала одним із корпусів протитуберкульозного закладу Міністерства охорони здоров'я України.

## Опис будівлі
Архітектурний ансамбль вілли (в стилі раннього модерну) створив Яків Семенов, відомий всьому Сімеїзу, і доволі оперативно, чим подивував власників маєтку.
Лансере утвердили проект компактної затишної вілли (схожий на готичний будиночок): загострені дахи з великими карнизами і вежами. Колоритність вілли створювалась декоративними елементами: вежі із арковими вікнами та невеликим балконами. Вхід у будівлю був оформлений цікавою плавною лінією сходів, яка переходила в парадну вілли. Окремо існували ще кілька інших входів, які вказують на те, що власники часто здавали віллу в найм
Трьохповерхова вілла «Хризоліт» розрахована на 10 просторих кімнат, більшу частину з яких заселили власники, а іншу здавали. Навколо будівлі висаджені декоративні рідкісні саджанці. З роками сад розвинувся, і тепер високі дерева загороджують частину фасаду будівлі.